# 南和広域医療企業団南奈良総合医療センター
南和広域医療企業団南奈良総合医療センター（なんわこういきいりょうきぎょうだんみなみならそうごういりょうセンター）は、南和広域医療企業団（一部事務組合）が奈良県吉野郡大淀町に設置する病院。奈良県災害拠点病院（地域災害拠点病院）等に指定されている。

## 診療科
- 内科
- 呼吸器内科
- 循環器内科
- 消化器内科（胃腸内科）
- 糖尿病内科（代謝内科）
- 神経内科
- 皮膚科
- 感染症内科
- 小児科
- 精神科
- 外科
- 泌尿器科
- 脳神経外科
- 整形外科
- 眼科
- 耳鼻咽喉科
- 産婦人科
- リハビリテーション科
- 放射線科
- 麻酔科
- 病理診断科
- 救急科
- 歯科口腔外科

## 医療機関の指定・認定
（下表の出典）
| 保険医療機関                                   | 母体保護法指定医の配置されている医療機関                 |
| 労災保険指定医療機関                           | 地域医療支援病院                                         |
| 指定自立支援医療機関（更生医療）               | 災害拠点病院（地域）                                     |
| 指定自立支援医療機関（育成医療）               | 在宅療養支援病院                                         |
| 指定自立支援医療機関（精神通院医療）           | DPC対象病院                                              |
| 身体障害者福祉法指定医の配置されている医療機関 | 指定小児慢性特定疾病医療機関                             |
| 生活保護法指定医療機関                         | 難病の患者に対する医療等に関する法律に基づく指定医療機関 |
| 公害医療機関                                   |                                                          |

- 救急告示病院（二次救急）[3]
- 奈良DMAT指定病院[4]
- 地域がん診療病院[5]
- 臨床研修指定病院（基幹型）[4]
- 第二種感染症指定医療機関[6]
- このほか、各種法令による指定・認定病院であるとともに、各学会の認定施設でもある。

## 交通アクセス
- 近鉄吉野線「福神駅」より徒歩約5分[7]